# 松本健太郎
松本 健太郎（まつもと けんたろう、1996年3月14日 - ）は、佐賀県小城市出身のサッカー選手。ポジションはミッドフィールダー（SH、WB）。

## 来歴

### プロ入り前
スポーツ好きの家庭に育った影響もあって幼少期よりサッカーに親しんでおり、地元の三日月少年サッカークラブへの入団後は、三日月中学校、佐賀北高校を経て佐賀大学に進学。佐賀北高校時代には、高校生ながら3年次の2012年に国体へ臨む佐賀県代表の一員として、佐賀大学時代には2016年度のデンソーカップチャレンジ九州選抜の一員として同校から唯一選出されるなどの活躍を見せた。

### ファジアーノ岡山
2017年9月11日、2018年からファジアーノ岡山へ加入することが発表された。しかし、出場機会がないまま、2019年11月27日に契約満了を発表。

### いわきFC
2019年12月23日、2020年よりJFLに昇格したいわきFCへの移籍を発表。

### VONDS市原
2021年1月12日に関東サッカーリーグ1部のVONDS市原に期限付き移籍。しかし開幕直前の3月に左膝全十字靭帯断裂で全治半年 - 8ヶ月の大けがを負った。
2022年11月17日、いわき、V市原共に契約満了を発表。

### 東京23FC
2022年12月22日、関東サッカーリーグ1部 東京23FCへの移籍が発表された。

## 所属クラブ
ユース経歴
- 三日月少年サッカークラブ
- 小城市立三日月中学校
- 佐賀県立佐賀北高等学校
- 佐賀大学

プロ経歴
- 2018年 - 2019年  ファジアーノ岡山
- 2020年 - 2022年  いわきFC
  - 2021年 - 2022年  VONDS市原（期限付き移籍）
- 2023年 -   東京23FC

## 個人成績
| 国内大会個人成績 | 国内大会個人成績 | 国内大会個人成績 | 国内大会個人成績 | 国内大会個人成績 | 国内大会個人成績 | 国内大会個人成績 | 国内大会個人成績 | 国内大会個人成績 | 国内大会個人成績 | 国内大会個人成績 | 国内大会個人成績 |
| 年度             | クラブ           | 背番号           | リーグ           | リーグ戦         | リーグ戦         | リーグ杯         | リーグ杯         | オープン杯       | オープン杯       | 期間通算         | 期間通算         |
| 年度             | クラブ           | 背番号           | リーグ           | 出場             | 得点             | 出場             | 得点             | 出場             | 得点             | 出場             | 得点             |
| 日本             | 日本             | 日本             | 日本             | リーグ戦         | リーグ戦         | リーグ杯         | リーグ杯         | 天皇杯           | 天皇杯           | 期間通算         | 期間通算         |
| ---------------- | ---------------- | ---------------- | ---------------- | ---------------- | ---------------- | ---------------- | ---------------- | ---------------- | ---------------- | ---------------- | ---------------- |
| 2017             | 佐賀大           | 13               | -                | -                | -                | -                | -                | 1                | 0                | 1                | 0                |
| 2018             | 岡山             | 26               | J2               | 0                | 0                | -                | -                | 0                | 0                | 0                | 0                |
| 2019             | 岡山             | 26               | J2               | 0                | 0                | -                | -                | 0                | 0                | 0                | 0                |
| 2020             | いわき           | 13               | JFL              | 3                | 0                | -                | -                | 2                | 1                | 5                | 1                |
| 2021             | V市原            | 16               | 関東1部          | 0                | 0                | -                | -                | -                | -                | 0                | 0                |
| 2022             | V市原            | 16               | 関東1部          | 4                | 0                | -                | -                | -                | -                | 4                | 0                |
| 2023             | 東京23           | 24               | 関東1部          |                  |                  | -                | -                |                  |                  |                  |                  |
| 通算             | 日本             | 日本             | J2               | 0                | 0                | -                | -                | 0                | 0                | 0                | 0                |
| 通算             | 日本             | 日本             | JFL              | 3                | 0                | -                | -                | 2                | 1                | 5                | 1                |
| 通算             | 日本             | 日本             | 関東1部          | 4                | 0                | -                | -                | -                | -                | 4                | 0                |
| 通算             | 日本             | 日本             | 他               | -                | -                | -                | -                | 1                | 0                | 1                | 0                |
| 総通算           | 総通算           | 総通算           | 総通算           | 7                | 0                | -                | -                | 3                | 1                | 10               | 1                |

## 代表歴
- 2016年度デンソーカップチャレンジ九州選抜